# ماريان بيث
ماريان بيث (بالإنجليزية: Marianne Beth؛ بالألمانية: Marianne Beth) هي قانونية أمريكية ونمساوية، ولدت في 6 مارس 1890 في فيينا في النمسا، وتوفيت في 19 أغسطس 1984 في نيويورك في الولايات المتحدة.